# Jakljan
Jakljan – wyspa w Chorwacji, na Morzu Adriatyckim, część Archipelagu Elafickiego.
Zajmuje powierzchnię 3,1 km². Jej wymiary to 5 × 1,3 km. Leży na południowy wschód od półwyspu Pelješac, pomiędzy wyspami Olipa, Šipan i Mljet. Wysokość maksymalna wyspy to 222 m n.p.m. Długość linii brzegowej wynosi 14,6 km. U wybrzeży Jakljanu leżą wysepki Crkvina, Kosmeč i Tajan. Wyspa jest użytkowana przez mieszkańców wsi Šipanska Luka. Na Jakljanie znajdują się ruiny XV-wiecznego kościoła pw. św. Izydora.